# مذبحة كاميانيتس بوديلسكي
مجزرة كاميانيتس بوديلسكي هي عملية إطلاق نار خلال الحرب العالمية الثانية ضد اليهود في المراحل الأولى لعملية بارباروسا، نفذتها كتيبة الشرطة 320 الألمانية جنبًا إلى جنب مع حدات القتل المتنقلة،  والجنود المجريين، والشرطة المساعدة الأوكرانية. تم تنفيذ عمليات القتل في 27 أغسطس و 28 أغسطس 1941، في مدينة كاميانيتس بوديلسكي السوفيتية (الآن في أوكرانيا)، والتي احتلتها القوات الألمانية في الشهر السابق في 11 يوليو 1941. وفقا للتقارير الألمانية النازية قُتل ما مجموعه 23600 يهودي، من بينهم 16000 تم طردهم من المجر في وقت سابق.

## التاريخ
كانت مدينة كاميانيتس بوديلسكي، الموجودة الآن في جنوب غرب أوكرانيا، جزءًا من جمهورية أوكرانيا الاشتراكية السوفيتية التي غزتها القوات الألمانية في 22 يونيو 1941 خلال المراحل الأولى من عملية بارباروسا التي تم إطلاقها من بولندا المحتلة. بعد فترة وجيزة من اشتراك المجر (حليف ألمانيا) في الحرب على الاتحاد السوفيتي في 27 يونيو 1941، قرر مسؤولو الوكالة المسؤولة عن الرعايا الأجانب المقيمين في المجر ترحيل اليهود الأجانب؛ كان معظمهم من اليهود البولنديين والروس، ولكن كان هناك أيضًا العديد من اللاجئين من أوروبا الغربية. كان اليهود الذين لم يتمكنوا من الحصول على الجنسية الهنغارية معرضين بنفس القدر للترحيل. ونتيجة لذلك، تم ترحيل الكثير من اليهود الهنغاريين الذين لم يتمكنوا من توثيق جنسيتهم. تم ترحيل العديد من المجتمعات اليهودية، وخاصة في محافظة سوبكارباتيا (التي كانت آنذاك جزءًا من المجر)، بالكامل.
قام المجريون بتحميل اليهود في سيارات شحن ونقلوهم إلى Kmerösmező (الآن Yasinia في أوكرانيا) ، بالقرب من الحدود المجرية البولندية قبل الحرب، حيث تم نقلهم عبر الحدود السوفيتية السابقة وتم تسليمهم إلى الألمان. بحلول 10 أغسطس 1941، تم ترحيل حوالي 14000 يهودي من المجر إلى الأراضي التي تسيطر عليها ألمانيا. مرة واحدة في أيدي القوات الألمانية، أجبر اليهود على السير من كولوميا إلى كاميانيتس بوديلسكي.
في 27 و 28 أغسطس / آب، قامت مفرزة من أينزاتسغروبن (وحدات القتل المتنقلة) في كاميانيتس بوديلسكي والقوات تحت قيادة القائد الأعلى لقوات الأمن والشرطة في المنطقة الجنوبية، الجنرال فريدريش جيكلن، بتنفيذ عمليات القتل الجماعي للجالية اليهودية بأكملها. بما في ذلك كل من المرحلين والسكان المحليين. وفقًا لتقرير جيكلن، ذبح ما مجموعه 23600 يهودي. كانت واحدة من أولى عمليات القتل الجماعي على نطاق واسع في السعي إلى الحل النهائي في الإدارة العسكرية في أوكرانيا. داخل أراضي الاتحاد السوفيتي، سبقتها موجة قتل مماثلة بدأت في 9 يوليو 1941، واستمرت حتى 19 سبتمبر في مدينة جيتومير (يودناين) من خلال ثلاث عمليات قتل جماعي أجرتها الشرطة الألمانية والأوكرانية أهلكت فيها 10000 يهودي. وأعقب ذلك مقتل 28000 يهودي برصاص قوات الأمن الخاصة والقوات شبه العسكرية الأوكرانية في فينيتسا في 22 سبتمبر 1941، ومذبحة 29 سبتمبر التي قتل فيها 33771 يهوديًا في بابي يار.